# Яняк, Аркадиуш
Аркадиуш Яняк (пол. Arkadiusz Janiak; род. 3 октября 1963, Калиш, Познанское воеводство) — польский легкоатлет, специалист по бегу на короткие дистанции. Выступал за сборную Польши по лёгкой атлетике в первой половине 1980-х годов, обладатель бронзовой медали турнира «Дружба-84», многократный победитель и призёр первенств республиканского значения.

## Биография
Аркадиуш Яняк родился 3 октября 1963 года в городе Калиш, Польша. Занимался лёгкой атлетикой в местном клубе, позднее переехал на постоянное жительство в Варшаву, представлял столичный клуб «Легия».
Впервые заявил о себе на международном уровне в сезоне 1981 года, когда вошёл в состав польской сборной и выступил на юниорском европейском первенстве в Утрехте — стартовал в индивидуальном беге на 100 метров и в эстафете 4 × 100 метров, в обоих случаях в финал не вышел.
В 1982 году принял участие в чемпионате Европы в Афинах — в дисциплине 100 метров остановился на стадии полуфиналов, тогда как в эстафете 4 × 100 метров занял итоговое пятое место.
В 1983 году бежал 60 метров на чемпионате Европы в помещении в Будапеште, показал в финале шестой результат.
В 1984 году в 100-метровом беге стал вторым на международных соревнованиях в Бирмингеме, восьмым на турнире Golden Gala в Риме, одержал победу на чемпионате Польши в Люблине в зачёте эстафеты 4 × 100 метров. Рассматривался в качестве кандидата на участие в летних Олимпийских играх в Лос-Анджелесе, однако Польша вместе с несколькими другими странами восточного блока бойкотировала эти соревнования по политическим причинам. Вместо этого Яняк выступил на альтернативном турнире «Дружба-84» в Москве — в дисциплине 100 метров с личным рекордом 10,29 финишировал в финале четвёртым, в то время как в эстафете 4 × 100 метров вместе с соотечественниками Кшиштофом Зволиньским, Марианом Ворониным и Чеславом Прондзиньским завоевал бронзовую награду, уступив только командам СССР и Кубы.
В 1985 году соревновался в 60-метровом беге на чемпионате Европы в помещении в Пирее, дошёл до полуфинала. По окончании этого сезона завершил спортивную карьеру.